# Anomala aeneotincta
Anomala aeneotincta är en skalbaggsart som beskrevs av Leon Fairmaire 1883. Anomala aeneotincta ingår i släktet Anomala och familjen Rutelidae. Inga underarter finns listade i Catalogue of Life.